# Setge de Budapest
El Setge de Budapest se centrà en la conquesta de la capital hongaresa. Va tenir lloc cap a finals de la Segona Guerra Mundial a Europa, durant l'Ofensiva de Budapest soviètica. El setge s'inicià quan Budapest, defensada per tropes feixistes hongareses i nazis alemanyes va ser encerclada en primer lloc el 29 de desembre de 1944 per les tropes de l'Exèrcit Roig i de l'Exèrcit romanès; i acabà quan la ciutat es rendí incondicionalment el 13 de febrer de 1945. Les tropes soviètiques participants en el setge eren part del 2n Front d'Ucraïna del mariscal Rodion Malinovski, i entre les formacions que sembla que van participar estan el 53è Exèrcit, el 7è Exèrcit de la Guàrdia, i formacions del 3r Front Ucraïnès, com el 46è Exèrcit. Contra els soviètics hi havia una munió de forces diverses de la Wehrmacht, tant del Heer com de les Waffen-SS, així com tropes de l'exèrcit hongarès (el Honvédség). El Setge de Budapest va ser un dels més sagnants de la Segona Guerra Mundial.

## Situació general
El 1944, Hongria seguia sent malgrat seu un estat satèl·lit d'Alemanya. El 1944, Hongria va intentar sortir de la guerra, i va ser vist pels alemanys com a reluctància a prendre mesures suficients contra els jueus. Alemanya necessitava els pous petrolífers situats a la riba del llac Balaton. El 19 de març, els alemanys llançaren l'operació Margarethe, i les tropes de la Wehrmacht van entrar a Hongria. El regent hongarès, almirall Miklós Horthy, va deixar córrer les temptatives hongareses per abandonar la guerra.
A l'octubre de 1944, Horthy va ser sorprès negociant la pau amb els Aliats; i els alemanys llançaren l'operació Panzerfaust el 16 d'octubre, obligant a Horthy a abdicar. Horthy i el seu govern van ser substituïts per "l'hongarista" Ferenc Szálasi, del Partit de la Creu Fletxada.
En el moment de l'ofensiva soviètica a l'Hongria transdanubia, Alemanya estava combatent a tres fronts, a Itàlia, a França i contra la Unió Soviètica, tant al centre com al sud d'Europa, havent perdut aliats clau: Romania, Bulgària i Finlàndia. Les tropes soviètiques estaven llançant operacions ofensives a Iugoslàvia i Prússia Oriental. Els alemanys van patir greus pèrdues, perdent una part considerable de la seva indústria.
Hitler estava decidit a mantenir la capital hongaresa, car la importància de la regió petrolera de Nagikanitsa, afirmant que si es perdrien els pous petrolers perdrien Berlín i Viena.

## El setge

### L'encerclament de Budapest
El 29 d'octubre de 1944, l'Exèrcit Roig inicià la seva ofensiva contra la ciutat. Més d'un milió d'homes, operant en dos grups de maniobres, avançaren. El pla consistia a aïllar Budapest de la resta de tropes alemanyes i hongareses. El 7 de novembre, les tropes soviètiques i romaneses penetraren als suburbis orientals de la ciutat, a 20 kilòmetres del centre històric. L'Exèrcit Roig, després d'una pausa necessària, tornà a l'ofensiva el 19 de desembre. El 26 de desembre, els soviètics tallaren una carretera que comunicava Budapest amb Viena, completant així l'encerclament. El Líder de la Nació, el Nemzetvezető Ferenc Szálasi, ja l'havia abandonat el 9 de desembre.
Com a resultat del tancament el setge, prop de 33.000 soldats alemanys i 37.000 hongaresos, a més de 800.000 civils, van quedar atrapats a la ciutat. Rebutjant autoritzar una retirada, Hitler declarà Budapest ciutat fortalesa (Festung Budapest), que hauria de ser defensada fins al darrer home. El Obergruppenführer-SS Karl Pfeffer-Wildenbruch, comandant del IX Cos Alpí de les Waffen-SS, va ser nomenat comandant de les defenses de la ciutat.
Budapest era un objectiu prioritari per a Stalin. La Conferència de Ialta s'apropava i Stalin volia mostrat tota la seva força a Churchill i a Roosevelt. Així doncs, ordenà al general Rodion Malinovski que assetgés la ciutat sense retard.
El 29 de desembre de 1944, Malinovski envià dos emissaris a negociar la capitulació de la ciutat. No van tornar mai. Aquest punt és àmpliament discutit a la Unió Soviètica, mentre que alguns historiadors alemanys i hongaresos afirmen que van ser els mateixos soviètics els qui van abatre deliberadament als seus emissaris. D'altres apunten que potser van ser abatuts per error mentre que tornaven a les línies soviètiques. En qualsevol cas, el comandament soviètic s'ho prengué com que l'oferta havia estat rebutjada i ordenaren l'atac.

### Inici del setge i primera ofensiva alemanya

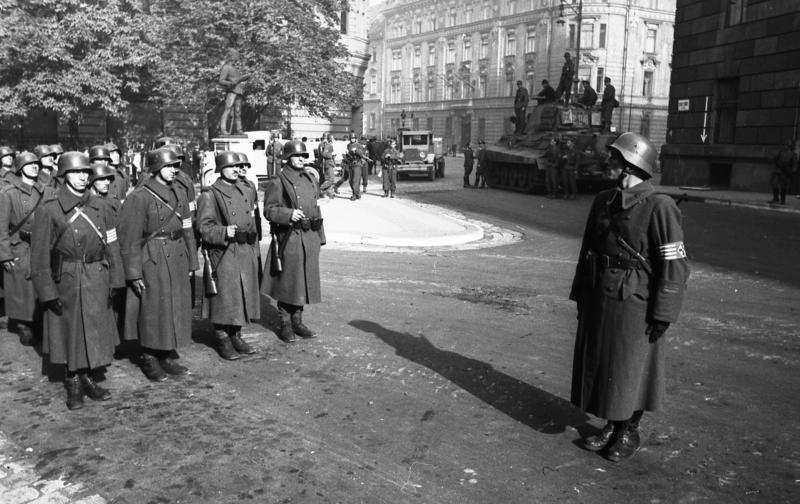
Membres de la milícia de la Creu Fletxada

L'ofensiva soviètica s'inicià als suburbis orientals, avançant cap a Pest, fent un bon ús de les llargues avingudes centrals per accelerar el seu progrés. Els defensors alemanys i hongaresos, superats, intentaren guanyar temps a canvi d'espai per alentir l'avanç soviètic. Finalment es retiraren fins a línies més curtes, esperant prendre avantatge de la naturalesa muntanyosa de Buda.
El gener de 1945, els alemanys llançaren una contraofensiva de tres parts codificada operació Konrad, en un esforç conjunt d'alemanys i hongaresos per rellevar la guarnició encerclada de Budapest.
L'Operació Konrad I va iniciar-se l'1 de gener. El 4t Cos Panzer SS atacà des de Tata a través dels turons al nord de Budapest en un intent de trencar el setge. Simultàniament, les forces de les Waffen SS atacaren des de l'oest de Budapest per tal d'adquirir avantatge tàctic. El 3 de gener el comandament soviètic envià 4 divisions més per fer front a l'amenaça. Aquesta acció soviètica aturà l'ofensiva prop de Bicske, a menys de 20 km a l'oest de Budapest. Els alemanys van ser obligats a recular el 12 de gener.
El 7 de gener s'inicià l'Operació Konrad II. El IV.SS-Panzerkorps atacà des d'Esztergom cap a l'aeroport de Budapest, intentant-lo capturat per tal de millorar el subministrament de la ciutat per l'aire, però l'ofensiva va ser aturada prop de l'aeroport.
El 17 de gener, finalment, es llençà l'Operació Konrad III. El IV.SS-Panzerkorps i el III. Panzerkorps atacaren des del sud de Budapest intentant encerclar deu divisions soviètiques, però acabà en un fracàs.

### Intensificació dels combats
Mentrestant, la guerra urbana a Budapest augmentà d'intensitat. La rebuda de subministraments esdevingué un factor decisiu a causa de la pèrdua de l'aeroport de Ferihegy just abans de l'inici del setge, el 27 de desembre de 1944. Fins al 9 de gener de 1945, els alemanys van poder fer servir les avingudes principals i el parc colindant al castell de Buda com a zones d'aterratge pels avions i planadors, tot i que estaven constantment sotmesos al foc artiller soviètic. Abans que el Danubi es congelés, alguns subministraments van poder ser enviats mitjançant barcasses, sota la cobertura de la foscor i la boira.
Malgrat això, la mancança de subministraments va ser cada cop més i més comú i els soldats van haver de trobar per si mateixos com subsistir, encara que hagués de ser menjant-se els seus propis cavalls. A més, les temperatures extremes afectaren les tropes alemanyes i hongareses.
Les tropes soviètiques ben aviat es trobaren en la mateixa situació que els alemanys s'havien trobat a Stalingrad. Els seus homes no podien prendre avantatge en el terreny urbà havent de dependre enormement dels franctiradors i dels sapadors per avançar. La lluita es traslladà a les clavegueres, que tots dos bàndols empraren per moure tropes. Sis marines van poder arribar al turó del castell i capturar un oficial alemany abans de tornar cap a les seves pròpies línies, encara sota terra. Però aquestes accions eren estranyes a causa de les emboscades a les clavegueres, car les tropes de l'Eix empraven els habitants de la ciutat com a guies.
A mitjans de gener, l'illa de Csepel va ser capturada, amb totes les seves fàbriques militars, que encara fabricaven Panzerfausts i obusos, tot i estar sotmeses al foc soviètic. Mentrestant, a Pest, la situació per a les tropes de l'Eix es deteriorà, amb la guarnició corrent el risc que quedar partida per la meitat per l'avanç soviètic.
El 17 de gener de 1945, Hitler acceptà retirar la resta de tropes de Pest per intentar defensar Buda. Els 5 ponts que travessen el Danubi van quedar bloquejats pel tràfic que evacuava civils i militars. El 18 de gener, les tropes alemanyes destruïren els ponts, malgrat les protestes dels oficials hongaresos.

### La segona ofensiva alemanya
El 20 de gener de 1945, les tropes alemanyes llançaren la segona gran ofensiva, en aquesta ocasió al sud de la ciutat, obrint una escletxa de 20 km a les línies soviètiques i avançant cap al Danubi, amenaçant les línies de subministrament soviètiques.
Stalin ordenà a les seves tropes que mantinguessin el terreny, i dos cossos d'exèrcit que havien d'assaltar Budapest van ser desplaçats cap al sud de la ciutat per fer front a l'ofensiva alemanya. Però les tropes alemanyes no van poder avançar més i no van poder mantenir l'empenta del seu avanç a causa de la fatiga i dels problemes de subministrament. Els defensors de Budapest demanaren autorització per abandonar la ciutat i escapar de l'encerclament; però Hitler es negà.
El 28 de gener les tropes alemanyes ja no van poder mantenir més el terreny i van ser obligats a retirar-se. La sort dels defensors de Budapest estava decidida.

### La batalla de Buda
A diferència de Pest, construïda en terreny pla, Buda està bastida en turons. Això va permetre als defensors situar artilleria i fortificacions per damunt dels atacants, fent que l'assalt soviètic fos lent. La ciutadella principal, Gellért Hill, estava defensada per tropes de les Waffen-SS, que aconseguiren rebutjar diversos assalts soviètics.
Els combats a l'illa Margaret, al mig del Danubi, va ser particularment sense pietat. L'illa estava unida encara a la resta de la ciutat per la meitat restant del Pont Margaret, i va ser usada com a zona de llançament de paracaigudistes, així com per cobrir un improvisat pont aeri al centre de la ciutat. La 25a Divisió de Fusellers de la Guàrdia operà al costat soviètic.
L'11 de febrer, el turó Gellért finalment caigué després d'un contundent assalt llançat pels soviètics des de 3 punts simultàniament després de sis setmanes de combat. L'artilleria soviètica va poder dominar tota la ciutat i bombardejar els defensors de l'Eix que quedaven, concentrats en menys de dos kilòmetres quadrats i patint malnutrició i malalties.
Malgrat la mancança de subministraments, les tropes nazis alemanyes i del règim hongarès es negaren a rendir-se i lluitaren carrer per carrer i casa per casa, causant una gran destrucció i mortalitat. En aquests moments, alguns soldats hongaresos capturats desertaren i lluitaren pel bàndol soviètic. A aquests hongaresos pro-soviètics se'ls conegué com el Regiment Voluntari de Buda.
Després de capturar l'estació sud de ferrocarrils després d'un bany de sang de dos dies, les tropes soviètiques avançaren cap al turó del Castell. El 10 de febrer, després d'un violent assalt, els marines soviètics establiren un cap de pont al turó, mentre que pràcticament tallaven per la meitat la resta de la guarnició.

### La tercera ofensiva soviètica
Hitler encara prohibí a Pfeffer-Wildenbruch, comandant alemany, que abandonés Budapest o que intentés una retirada; malgrat que els planadors DFS 230 que portaven subministraments havien deixat de fer-ho i els salts paracaigudistes eren discontinus.
Desesperat, decidí portar les restes de les seves tropes fora de Budapest. El comandant alemany normalment no ho consultaven amb el comandant militar hongarès, però Pfeffer-Wildenbruch va incloure al general Iván Hindyen aquesta temptativa desesperada.
La nit de l'11 de febrer, 28.000 soldats alemanys i hongaresos començaren a moure's des del turó del Castell. Van desplaçar-se en 3 onades. Amb cadascuna també s'afegiren milers de civils, avançant entre la neu i el gel. Desafortunadament pels fugitius, els soviètics els esperaven en posicions preparades als voltants de la zona de la plaça Moscou.
Les tropes, juntament amb els civils, van emprar la boira. La primera onada intentà sorprendre els soldats i a l'artilleria soviètica que esperaven, però la segona i la tercera onada no van tenir tanta sort; i l'artilleria i les bateries de coets fustigaren la zona de fugida amb resultats mortals. Malgrat grans pèrdues, entre cinc i deu mil persones aconseguiren arribar als turons boscosos del nord-oest de la ciutat i fugiren cap a Viena. Entre 600 i 700 soldats alemanys arribaren les principals línies alemanyes des de Budapest. Amb prou feines, un terç d'aquest soldats formaven part de la Divisió Panzergrenadier Feldhernhalle, i uns 170 a les Waffen-SS. Només van ser uns 80 els hongaresos que van aconseguir-ho (44 civils, 25 milicians del Partit de la Creu Fletxada i 11 militars (incloent 3 estudiants i un policia). La majoria dels fugitius van ser morts, ferits o capturats pels soviètics. Pfeffer-Wildenbruch i Hindy van ser capturats pels soviètics quan sortien d'un túnel subterrani que naixia des del districte del Castell.
La resta dels defensors es rendiren el 13 de febrer. Budapest estava en runes, amb més del 80% dels edificis destruïts o malmesos, incloent edificis històrics com el Palau del Parlament Hongarès i el Castell de Buda entre ells. Els 5 ponts que travessaven el Danubi van ser destruïts.

## Després de la batalla
Les pèrdues militars i hongareses van ser molt altes, amb divisions completament destruïdes. Els alemanys van perdre majorment les divisions 13. Panzer, la 60. Panzergrenadier Feldherrnhalle, la 8. SS Florian Geyer i la 22. ss Maria Theresa. El I Cos hongarès va ser completament destruït. Les formacions hongareses destruïdes incloïen les divisions d'infanteria 10a i 12a, així com la 1a cuirassada. El gener de 1945, 32.000 hongaresos d'origen alemany van ser detinguts i traslladats a la Unió Soviètica com a treballadors forçats. En alguns pobles, tota la població adulta va ser traslladada als camps de treball al Donets Basin. Molts van morir de resultes de les malalties i les condicions de treball extremes. En total, més de 500.000 hongaresos van ser traslladats a la Unió Soviètica, incloent entre 100.000 i 170.000 d'origen ètnic alemany.

### Víctimes civils i violacions massives
D'acord amb Krisztian Ungvary, uns 38.000 civils van morir durant el setge, uns 13.000 a causa de les accions militars i 25.000 de fam, malaltia i d'altres causes. Entre aquests darrers hi havia uns 15.000 jueus, principalment víctimes d'execucions per la milícia del Partit de la Creu Fletxada hongarès. Quan els soviètics clamaren la victòria final, iniciaren una orgia de violència, incloent el saqueig de tot allò que podien portar, execucions i violacions massives. S'estima que unes 50.000 dones van ser violades,:348-350 tot i que algunes estimacions varien entre 5.000 i 200.000. Moltes noies hongareses van ser raptades i portades a les casernes de l'Exèrcit Roig, on van ser empresonades, repetidament violades i a vegades assassinades. Fins i tot personal de les ambaixades de països neutrals van ser capturats i violats, com es documentà quan els soldats soviètics atacaren la legació sueca a Alemanya. (vegeu, per exemple Raoul Wallenberg)

### Baixes dels soviètics i romanesos
VII Cos Romanès: 

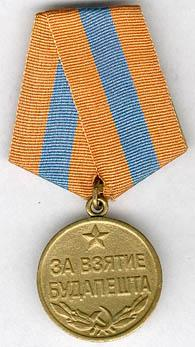
La Medalla per la Conquesta de Budapest, atorgada a tots els soviètics que van participar en la batalla.

- Estat Major del Cos – 7 morts, 19 ferits, 3 desapareguts, 3 malalts
- 2a Divisió d'Infanteria – 147 morts, 654 ferits, 29 desapareguts, 149 malalts
- 19a Divisió d'Infanteria – 181 morts, 936 ferits, 12 desapareguts, 42 malalts
- 9a Divisió de Cavalleria – 79 morts, 272 ferits, 6 malalts

18è Cos de Fusellers soviètic (66a de la Guàrdies, 68a de la Guàrdia, 297a de Fusellers, 317a de Fusellers) – 791 morts, 2.588 ferits, 50 desapareguts, 72 malalts
25a Divisió de Fusellers de la Guàrdia – 452 homes, incloent 29 morts
Totes les forces assetjants – 1.044 morts, 3.411 ferits, 52 desapareguts, 276 malalts.
Amb l'excepció de l'operació Frühlingserwachen, al març de 1945, el setge de Budapest va ser la darrera gran operació alemanya al front meridional. Pels soviètics, el setge de Budapest va ser un darrer assaig per la batalla de Berlín, a més de permetre que poguessin llançar l'ofensiva de Viena. El 13 d'abril de 1945, exactament dos mesos després de la rendició de Budapest, Viena va caure.